# Heathrow Terminal 4 (métro de Londres)
Heathrow Terminal 4 est une station de la Piccadilly line du métro de Londres, en zone 5 & 6. Elle est située au Heathrow Terminal 4 (en) de l'Aéroport de Londres-Heathrow, dans le Borough londonien de Hillingdon.

## Situation sur le réseau

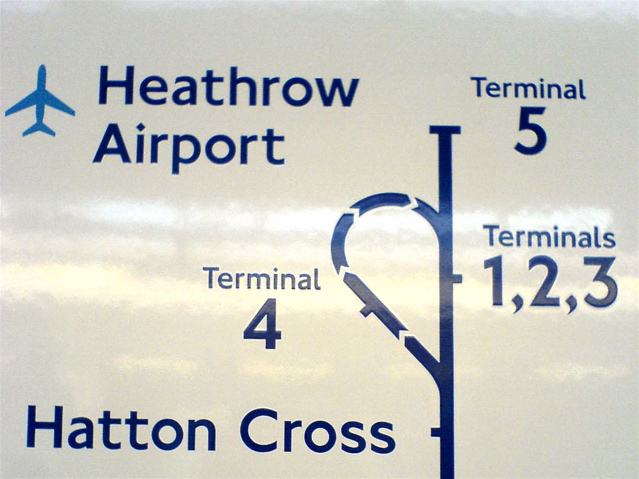
Carte des quatre stations de l'aéroport d'Heathrow

## Histoire
Dans les années 1980, un nouveau terminal est construit à l'aéroport de Heathrow, le Heathrow Terminal 4 (en), du côté sud de l'aéroport, loin des autres terminaux. Du fait de sa localisation, il avait besoin d'une nouvelle station de métro pour le desservir. Une extension de la Piccadilly line sous la forme d'une boucle est construite en 1983, partant  d'entre les stations Hatton Cross et Heathrow Terminals 2 & 3, et formant un cercle retournant à celle-ci. La station est située sur la boucle. Elle a seulement un quai, et la ligne ici est à voie unique. La station, avec le terminal, a été ouverte par le prince Charles de Galles et la princesse Diana le 1er avril 1986, mais les trains ne se sont pas arrêtés à la station jusqu'à sa mise en service le 12 avril 1986, date où les vols ont commencé à utiliser le terminal.
Les trains desservent la station après avoir quitté Hatton Cross, puis empruntent la boucle pour desservir Heathrow Terminals 2 & 3.

## À proximité
- Aéroport de Londres-Heathrow.